# Битва при Жироне (1808)
В битве при Жироне 20 и 21 июня 1808 года имперская французская дивизия во главе с Гийомом Филибером Дюэмом попыталась захватить испанский гарнизон под командованием подполковников О’Донована и О’Дейли. Французский штурм провалился, и нападавшие отступили. Жирона расположена на полпути между франко-испанской границей и Барселоной. Сражение произошло во время Пиренейских войн, являющихся частью наполеоновских войн.
В рамках своего плана по свержению испанской правящей семьи в феврале 1808 года император Наполеон I приказал своим солдатам захватить Барселону. Городская крепость была успешно занята, но спустя несколько недель испанский народ восстал против имперского французского правления. Дюэм и его солдаты вскоре оказались в затруднительном положении. Окружённый со всех сторон каталонскими ополченцами и регулярными испанскими войсками, французский генерал попытался захватить Жирону, чтобы гарантировать себе безопасную линию снабжения от Франции до Барселоны. Франко-итальянские силы попытались штурмовать город, но были отбиты ополченцами и двумя небольшими батальонами ирландской регулярной пехоты на испанской службе. Дюэм вернулся в Барселону, но через пять недель вернулся для второй осады Жироны.

## Предыстория
В рамках своего плана по захвату союзнического Королевства Испания путём военного переворота в феврале 1808 года император Наполеон приказал захватить несколько ключевых точек, включая Барселону. 29 февраля войска дивизионного генерала Жозефа Леки двигались через Барселону. Леки приказал провести военный парад, и когда его солдаты проходили мимо главных ворот цитадели, они внезапно повернули налево и ворвались в крепость. Без малейшего кровопролития имперские войска вытеснили ошеломленный испанский гарнизон из укреплений и заняли его место. Среди других ключевых пунктов французы также захватили Сан-Себастьян, Памплону и Фигерас. 2 мая испанский народ восстал против французских оккупантов.
К лету 1808 года в Барселоне базировался французский корпус из 12 710 человек под командованием Гийома Филибера Дюэма. Дивизионный генерал Жозеф Шабран возглавил 1-ю дивизию с 6050 солдатами в восьми батальонах, а Леки командовал 2-й дивизией с 4600 солдат в шести батальонах. 1700 кавалеристов в девяти эскадронах находились под командованием бригадных генералов Бертрана Бессьера и Франсуа Ксавье де Шварца. Также у Дюэма было 360 артиллеристов.
Перед этим войском достаточно небольшого размера была поставлена задача подавить восстание в Каталонии, послать помощь маршалу Бон Адриену Жанно де Монсею в его попытке захватить Валенсию и сохранять контроль над Барселоной. Учитывая размах восстания, эти приказы были совершенно нереальными. Дюэм попытался выполнить указания, отправив Шабрана и 3 тыс. военнослужащих присоединиться к Монсея и направив Шварца с другой колонной, чтобы захватить Льейду. Шварц покинул Барселону 4 июня и сразу же столкнулся с проблемами. В первом из сражений под Бруком многочисленные отряды каталонских микелетов (ополченцев) не позволили его солдатам пересечь перевал. Он попросил о помощи, и Дюэм послал к нему Шабрана. Но и вдвоём французские генералы не смогли прорваться через перевал. Потеряв 400 человек во втором бою, франко-итальяно-швейцарское имперское войско отступило. Каталонские нерегулярные войска пытались противодействовать отходящим силам Шабрана на равнинах, но были легко отогнаны. Раздосадованные французы и их союзники жестоко разграбили все деревни на обратном пути в Барселону.

## Битва
Встревоженный возможной изоляцией, Дюэм решил обезопасить свои линии связи с Францией. Когда он направился на северо-восток в сторону Жироны с подразделением размером с дивизию, он встретил в Матаро большое приблизительно 10 тыс. каталонских микелетов с 3-4 пушками. 17 июня 5963 имперских солдат с 18 орудиями легко победили повстанцев. Имперские войска отпраздновали свой триумф, целый день грабя Матаро. Когда франко-итальянские войска продолжили свой путь в Жирону, микелеты вновь заняли сельскую местность и заблокировали все пути сообщения между Дюэмом и Барселоной.

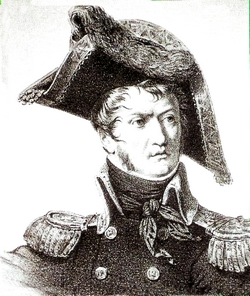
Гийом Дюэм

Во время этой экспедиции силы Дюэма включали в себя бригаду генерала Андреа Милосевича из 2133 человек, бригаду Шварца из 2163 человек и 1517 кавалеристов. Милосевич командовал 2-ми батальонами 2-го и 5-го итальянских линейных пехотных полков и 3-м батальоном 4-го итальянской линейной пехотного полка. Шварц руководил 1-м и 2-м батальонами 1-го неаполитанского линейного пехотного полка и 1-м итальянским батальоном Velites. В 3-м временном кирасирском полку было 409 военнослужащих, в 3-м временном шассёрском полку — 416 всадника, в итальянском шассёрском полку 504 кавалериста, а в неаполитанском шассёрском — 388 человек.
В 1808 году река Оньяр делила Жирону на восточную и западную части. Меньшая часть города, называемая Меркадаль, находилась тогда на западном берегу. Поскольку она не была защищен какими-либо естественными преградами, военные инженеры построили там пять бастионов в стиле Вобана. Бо́льшую восточную сторону города защищала линия фортов на горном хребте, самым важным из которых был Монжуик. Город был окружен 6-метровой средневековой стеной.
Франко-итальянская армия прибыла к Жироне 20 июня. После того, как его требование о капитуляции было отклонено, Дюэм решил атаковать. Жирону защищали 350 регулярных солдат в двух батальонах пехотного полка Ultonia. Подразделение было набрано из ирландцев и возглавлялось подполковниками О’Донованом и О’Дейли. Жирону также защищали 1600 городских ополченцев и несколько артиллеристов, в общей сложности около 2 тыс. человек. Другой источник утверждает, что городское ополчение могло насчитывать до 2 тыс. человек.
Дюэм направил свою главную атаку на ворота Кармен на восточном берегу. Будучи самым слабым звеном обороны, эти ворота были расположены на южной стороне. Один батальон был направлен против форта Капуцинов, в то время как другие войска атаковали два бастиона на западном берегу. Основная атака началась, когда адъютант Дюэма всё ещё вёл переговоры с защитниками. Французские орудия были быстро подавлены артиллерией Жироны, и штурм не удался.
В ту ночь французский командир сделал новую попытку, приказав бригаде Шварца атаковать бастион Санта-Клара на западном берегу. Атака была неожиданной, и итальянцам удалось взобраться на стены форта. В темноте некоторые солдаты с лестницами заблудились, поэтому нападавшие не смогли достаточно быстро нарастить достигнутое преимущество. Отчаянная контратака полка Ultonia смела итальянцев с вершины форта. Утром Дюэм начал новый штурм одного из бастионов. Но и он провалился из-за интенсивного огня защитников. Всего франко-итальянцы потеряли 700 человек убитыми, ранеными и пропавшими без вести. Испанские потери были описаны как лёгкие.

## Итог
Ничего не добившись, Дюэм отступил обратно в Барселону, оставив Шабрана с его бригадой удерживать Матаро. Вскоре после этого Дюэм атаковал микелетов возле реки Льобрегат и отогнал их. Шабран пытался навязать каталонским ополченцам битву, но безуспешно. В конце концов, оценив всю глубину проблем Дюэма, Наполеон выделил ему в помощь недавно сформированную дивизию под командованием генерала дивизии Оноре Шарля Рея. Вскоре Рей освободил осаждаемый гарнизон замка Сан-Ферран в Фигерасе. Собрав всю свою дивизию, Рей двинулся к порту Росас, но получил отпор от его защитников и британского линкора HMS Montagu (74), который высадил им на помощь своих морских пехотинцев. Услышав об идущей ему на помощь дивизии, Дюэм приготовился к новой атаке на Жирону. Следующим сражением была первая осада Жироны.